# Аня Карлічек
Аня Марія-Антонія Карлічек (нім. Anja Maria-Antonia Karliczek, уроджена Керссен (нім. Kerssen; нар. 29 квітня 1971, Іббенбюрен) — німецька політична діячка (ХДС), федеральний міністр освіти в четвертому уряді Анґели Меркель (з 14 березня 2018 року).

## Життєпис
Аня Карлічек у 1990 році закінчила гімназію імені Гете в рідному місті Іббенбюрен. Потім два роки вона стажувалася у відділенні Deutsche Bank в Оснабрюці на посаді співробітника. А з 1993 року працювала в сімейному готелі. Її родина володіє готелем «Тевтобургський ліс» (нім. Hotel Teutoburger Wald) з 1902 року. В 2003 році вступила до Гаґенського заочного університету за спеціальністю ділового адміністрування, який закінчила у 2005 році.

### Політична кар'єра
У 1998 році вступила до лав Молодіжного союзу, а в 2004 році була обрана до ради міста Текленбург.
У 2013 році виборці обрали Аня Карлічек до Бундестагу від одномандатного виборчого округу Штайнфурт III у землі Північна Рейн-Вестфалія. У 2017 році вона була обрана відповідальним секретарем фракції ХДС/ХСС.
30 червня 2017 року проголосувала в Бундестазі проти легалізації одностатевих шлюбів у Німеччині.
24 вересня 2017 року Аня Карлічек знову перемогла на парламентських виборах у своєму колишньому окрузі з результатом 67,675 %.
14 березня 2018 року під час формування четвертого уряду Анґели Меркель отримала портфель міністра освіти і наукових досліджень.

## Особисте життя
Аня Карлічек у 1995 році одружилась з пілотом цивільних авіаліній Лотаром Карлічеком (з 2017 року він працює в компанії Eurowings). Пара має трьох дітей. Родина живе в районі Текленбург, Брохтербек. Карлічек належить до римо-католицької церкви.